# Africallagma pallidulum
Africallagma pallidulum är en trollsländeart som beskrevs av Klaas-Douwe B. Dijkstra 2007. Africallagma pallidulum ingår i släktet Africallagma och familjen dammflicksländor. IUCN kategoriserar arten globalt som livskraftig. Inga underarter finns listade i Catalogue of Life.